# Рустамбек уулу, Нурадин
Нурадин Рустамбек уулу (род. 24 сентября 2001, Барпы, Джалал-Абадская область) — киргизский боксёр-любитель, выступающий в полусреднем и среднем весовых категориях. Выступает за национальную сборную Кыргызстана по боксу с 2016 года, участник Чемпионат мира 2021 года, чемпион Азии среди молодежи 2019 года (2001—2002 года рождения), чемпион Азии U-22 2022 года, бронзовый призёр чемпионата Азии (2018—2022), многократный победитель и призёр международных и национальных турниров в любителях.

## Любительская карьера
В ноябре 2022 года стал бронзовым призёром чемпионата Азии в Аммане (Иордания) в категории до 71 кг, где он в полуфинале единогласным решением судей проиграл опытному иорданцу Зейяду Ишаишу.